# Име руже
Име руже (итал. Il nome della rosa) је први роман италијанског књижевника Умберта Ека, објављен 1980. године. На први поглед, то је постмодернистички трилер који се бави мистериозним убиствима у једној италијанској опатији, али поред тога то је и  студија о средњем веку и различитим тумачењима Библије. Године 1986. роман је екранизован у филм, са Шоном Конеријем у главној улози.

## Кратак опис радње
Енглески фрањевачки монах, Вилијам од Баскервила, познат по својој мудрости и виспрености стиже у опатију, смештену негде у Алпима, у северној Италији, која је била поприште једног злочина. Са собом доводи и Адса од Мелка, свог помоћника и бенедиктинског искушеника. На први поглед, убиство згодног минијатуристе има везе са његовим хомосексуалним везама са неким монасима. Међутим, Вилијам схвата да је мотив за убиство нешто много веће од содомитског греха и да опатија, вечито скривена у магли, крије многе тајне које се тврдоглаво чувају вековима. Једна од њих је и чувена библиотека, у коју имају приступ само три особе: библиотекар, његов помоћник и сам опат, као духовни отац свих монаха. Посао му отежавају и две делегације, папска и царева, које треба да се састану у опатији, где ће водити расправу о томе да ли је Исус био сиромашан, те да ли фрањевци имају право да се одричу свих овоземаљских добара. Посреди је било много важније питање, које се тицало материјалног богатства самог клера, које би било угрожено претераним одрицањима и окретању скромном животу. Цареви изасланици бране тезе фрањевачког реда и њихово залагање за сиромаштво, док папини људи, на челу са инквизитором, доминиканцем Бернаром Гијем, тврде да се Исус никада није одрекао својих материјалних добара. У међувремену, убиства у опатији ће бити вршена хронолошким редом, онако како Јованово Откровење предвиђа долазак Антихриста. Вилијам и Адсо улазе у траг једној старој, јеретичкој књизи, коју убица жели да задржи што даље од знатижељних монаха. Инквизитор и његови људи хватају погрешне људе, којима приписују почињене и непочињене преступе и осуђују их на ломачу. Тиме се доказује да авињонски папа Јован XXII и његови бискупи имају велике претензије да поред духовне, преузму и световну власт, те тако потчине и ограниче цара Светог римског царства. Вилијам се упорно држи својих хипотеза, па на крају, када опатија нестаје у пожару, открива оштроумног убицу.

## Ликови
- Адсо од Мелка, приповедач
- Вилијам од Баскервила
- Абоне, опат
- Убертино од Казалеа
- Северино, травар и лекар
- Малахија, библиотекар
- Никола од Моримонда, стаклар
- Ремигије од Варагине, економ
- Салваторе
- Бенције од Упсале
- Беренгар од Арундела, помоћник библиотекара
- Венанције, минијатуриста
- Аделмо из Отранта, минијатуриста
- Хорхе од Бургоса
- Алинардо, најстарији монах
- Ајмаро од Алесандрије, минијатуриста
- Девојка из села
- Бертрандо дел Поџето, кардинал
- Бернар Ги, иквизитор
- Михаило из Чезене
- Ђироламо, фрањевац
- Пачифико из Тиволија

## О наслову
Роман се завршава латинским хексаметром из дела De Contemptu Mundi Бернара из Морла: stat rosa pristina nomine, nomina nuda tenemus (од руже негдашње оста име, имена тек гола имамо. Еко је овим стихом одговорио и на питање зашто је дело чији је радни наслов био Опатија злочина насловио као Име руже. Рекао је да ружа има толико симболичних значења да готово да више и нема никакво значење. Каже да се водио изреком nulla rosa est (ништа није ружа) којим се исказују ишчезле и непостојеће ствари.

## Пријем
Роман је постао велики хит и преведен је на десетине светских језика. Године 1986. снимљен је филм са Шоном Конеријем у улози Вилијема од Баскервила, а годинама потом снимане су бројне видео-игре са мотивима из књиге. Компанија Новости је 2004. роман Име руже уврстила у своју едицију највећи класици 20. века и издала га у рекордном тиражу од 300.000 примерака.